# معهد دراسات الأمن القومي (إسرائيل)
معهد دراسات الأمن القومي (INSS) هو معهد أبحاث إسرائيلي يتبع جامعة تل أبيب، يختص بمجالات شؤون الأمن القومي مثل الجيش والشؤون الاستراتيجية والصراع منخفض الحدة، والتوازن العسكري في الشرق الأوسط، والحرب الإلكترونية.
المعهد برئاسة رئيس أركان الجيش الإسرائيلي السابق الاستخبارات العسكرية، الجنرال (احتياط) عاموس يادلين، ونشرت أبحاث معهد دراسات الأمن القومي في جميع أنحاء العالم بما في ذلك الكتب والمقالات الأكاديمية، ووسائل الإعلام، واستخدامها من قبل المسؤولين الحكوميين. يعقد معهد دراسات الأمن القومي ندوات ومؤتمرات في مختلف مجالات الشؤون الاستراتيجية مثل المؤتمر السنوي لأمن الاستخبارات السيبرانية الدفاعية وندوة التهديد الجوي.
. بالإضافة إلى ذلك، ينشر معهد دراسات الأمن القومي المجلات المحكمة بما في ذلك الشؤون العسكرية والاستراتيجية .

## مرئيات
- كلمة جبريل الرجوب في معهد دراسات الأمن القومي الإسرائيلي على يوتيوب 23 أبريل 2013.